# Estadio Etho Vega
El estadio Etho Vega Baquero (oficialmente conocido como estadio Olímpico Etho Vega) es un estadio multiusos. Está ubicado en la avenida Los Anturios de la ciudad de Santo Domingo de los Colorados. Fue inaugurado el 3 de julio de 1993. Es utilizado para competiciones del fútbol, Tiene capacidad para 10 172 espectadores.
El estadio desempeña un importante papel en el fútbol local, ya que los clubes santodomingueños como el Green Cross de Manta (provisional), Espoli de Quito (provisional), Club Atlético Santo Domingo, Águilas, Club Sport Santo Domingo, Municipal, Talleres, Independiente, ADAC, 29 de Mayo, 3 de Julio, Los Dragones, Los Chavos y Festival ,( Deportivo Santo Domingo / , hacían y/o hacen de locales en este escenario deportivo.
Asimismo, este local deportivo es sede de distintos eventos deportivos a niveles provincial y local (que también suelen realizarse en el Estadio Obando y Pacheco de Santo Domingo de los Colorados), así como es escenario para varios eventos de tipo cultural, especialmente conciertos musicales (que también se realizan en el Coliseo Tsáchila de la ciudad).